# 天津電視台
天津テレビ（中国語:天津电视台）は中華人民共和国天津市の国営テレビ局。地上波の視聴人口は2000万人を超える。

## 沿革
- 1958年10月 - 設立。
- 1960年3月20日 - 開局。
- 1991年10月1日 - 天津テレビタワーが完成。
- 1998年12月28日 - 天津衛星テレビが開局。